# Beşoluk
Beşoluk (kurd. Dawalî) ist ein Dorf im Landkreis Mazgirt der türkischen Provinz Tunceli. Beşoluk liegt ca. 23  km südöstlich von Mazgirt. Der frühere Name Beşoluks lautet Davalı. Dieser ist auch beim Katasteramt registriert.
Im Jahr 2009 lebten in Beşoluk 36 Menschen.
Bei den Parlamentswahlen in der Türkei 2007 machten 32 von 36 registrierten Wählern von ihrem Wahlrecht Gebrauch. Der damals unabhängige Kandidat der heutigen Barış ve Demokrasi Partisi erhielt die meisten Stimmen.